# BMW European Indoors 1991
BMW European Indoors 1991 — жіночий тенісний турнір, що проходив на закритих кортах з килимовим покриттям Saalsporthalle Allmend у Цюриху (Швейцарія). Належав до турнірів 2-ї категорії в рамках Туру WTA 1991. Турнір відбувся увосьме і тривав з 7 до 13 жовтня 1991 року. Перша сіяна Штеффі Граф здобула титул в одиночному розряді, свій п'ятий на цьому турнірі, й отримала 70 тис. доларів США.

## Фінальна частина

### Одиночний розряд
Штеффі Граф —  Наталі Тозья 6–4, 6–4
- Для Граф це був 6-й титул в одиночному розряді за сезон і 60-й — за кар'єру.

### Парний розряд
Яна Новотна /  Андреа Стрнадова —  Зіна Гаррісон-Джексон /  Лорі Макніл 6–4, 6–3